# Première manche de la Coupe du monde d'aviron 2021
La première manche de la Coupe du monde d'aviron 2021 est la première des trois manches disputées dans le cadre de la Coupe du monde d'aviron 2021.
Cette manche a lieu sur le lac de Jarun du 30 avril au 02 mai 2021 à Zagreb en Croatie.
Faute d'équipes, l'épreuve de Huit avec barreur n'y est pas disputée, alors que seules deux nations comptaient y engager un équipage.
Il s'agit de la seule catégorie olympique qui n'y est pas disputée.

## SkiffHommes
À l'issue de la première série, les deux premiers rameurs sont qualifiés pour les demi-finales, les autres étant envoyés en repêchage.
Les deux premiers du repêchage sont qualifiés pour les demi-finales, les troisième et quatrième pour la finale C et le cinquième pour la finale D.
Les trois premiers de chaque demi-finale sont qualifiés pour la finale A, les autres étant qualifiés pour la finale B.
Les finales sont classées suivant les lettres, A puis B puis C et enfin D.
Les rameurs médaillés sont donc uniquement les trois premiers de la finale A.

### Premier tour
Série 1
| Rang | Rameur          | Temps         | Qualification |
| ---- | --------------- | ------------- | ------------- |
| 1er  | Saulius Ritter  | 07 min 07s 89 | Demi-finale   |
| 2e   | Damir Martin    | 07 min 08s 16 | Demi-finale   |
| 3e   | Lukas Reim      | 07 min 23s 07 | Repêchages    |
| 4e   | Boris Cesarec   | 07 min 33s 69 | Repêchages    |
| 5e   | Piotr Plominski | 07 min 36s 49 | Repêchages    |

Série 2
| Rang | Rameur              | Temps         | Qualification |
| ---- | ------------------- | ------------- | ------------- |
| 1er  | Ondrej Synek        | 07 min 05s 95 | Demi-finale   |
| 2e   | Mindaugas Griskonis | 07 min 06s 75 | Demi-finale   |
| 3e   | David Šain          | 07 min 22s 02 | Repêchages    |
| 4e   | Emil Neykov         | 07 min 29s 76 | Repêchages    |
| 5e   | Miha Aljancic       | 07 min 30s 12 | Repêchages    |

Série 3
| Rang | Rameur              | Temps         | Qualification |
| ---- | ------------------- | ------------- | ------------- |
| 1er  | Oliver Zeidler      | 07 min 00s 24 | Demi-finale   |
| 2e   | Onat Kazakli        | 07 min 14s 95 | Demi-finale   |
| 3e   | Rajko Hrvat         | 07 min 15s 10 | Repêchages    |
| 4e   | Kristof Acs         | 07 min 26s 74 | Repêchages    |
| 5e   | Filip-Matej Pfeifer | 07 min 36s 23 | Repêchages    |

Série 4
| Rang | Rameur                    | Temps         | Qualification |
| ---- | ------------------------- | ------------- | ------------- |
| 1er  | Kjetil Borch              | 07 min 01s 49 | Demi-finale   |
| 2e   | Mohamed Taieb             | 07 min 14s 52 | Demi-finale   |
| 3e   | Bendegúz Pétervári-Molnár | 07 min 15s 71 | Repêchages    |
| 4e   | Privel Hinkati            | 07 min 48s 93 | Repêchages    |

### Repêchages
| Rang | Rameur              | Temps         | Qualification |
| ---- | ------------------- | ------------- | ------------- |
| 1er  | Filip-Matej Pfeifer | 07 min 18s 58 | Demi-finale   |
| 2e   | Piotr Plominski     | 07 min 20s 63 | Demi-finale   |
| 3e   | Lukas Reim          | 07 min 26s 91 | Finale C      |
| 4e   | David Šain          | 07 min 29s 61 | Finale C      |
| 5e   | Kristof Acs         | 07 min 46s 21 | Finale C      |
| 6e   | Privel Hinkati      | 08 min 04s 84 | Finale D      |

| Rang | Rameur                    | Temps         | Qualification |
| ---- | ------------------------- | ------------- | ------------- |
| 1er  | Rajko Hrvat               | 07 min 23s 73 | Demi-finale   |
| 2e   | Bendegúz Pétervári-Molnár | 07 min 28s 45 | Demi-finale   |
| 3e   | Miha Aljancic             | 07 min 31s 05 | Finale C      |
| 4e   | Boris Cesarec             | 07 min 31s 61 | Finale C      |
| 5e   | Emil Neykov               | 07 min 34s 66 | Finale D      |

### Demi-finales
| Rang | Rameur                    | Temps         | Qualification |
| ---- | ------------------------- | ------------- | ------------- |
| 1er  | Ondrej Synek              | 06 min 56s 38 | Finale A      |
| 2e   | Saulius Ritter            | 06 min 56s 89 | Finale A      |
| 3e   | Onat Kazakli              | 06 min 59s 47 | Finale A      |
| 4e   | Mohamed Taieb             | 07 min 10s 41 | Finale B      |
| 5e   | Bendegúz Pétervári-Molnár | 07 min 25s 65 | Finale B      |
| 6e   | Filip-Matej Pfeifer       | 08 min 08s 85 | Finale B      |

| Rang | Rameur              | Temps         | Qualification |
| ---- | ------------------- | ------------- | ------------- |
| 1er  | Oliver Zeidler      | 07 min 03s 93 | Finale A      |
| 2e   | Kjetil Borch        | 07 min 06s 29 | Finale A      |
| 3e   | Damir Martin        | 07 min 08s 23 | Finale A      |
| 4e   | Rajko Hrvat         | 07 min 23s 54 | Finale B      |
| 5e   | Piotr Plominski     | 07 min 25s 33 | Finale B      |
| 6e   | Mindaugas Griskonis | 08 min 15s 41 | Finale B      |

### Finales
Finale A
| Rang | Rameur         | Temps         |
| ---- | -------------- | ------------- |
| 1er  | Oliver Zeidler | 06 min 49s 78 |
| 2e   | Kjetil Borch   | 06 min 54s 29 |
| 3e   | Damir Martin   | 06 min 55s 37 |
| 4e   | Saulius Ritter | 07 min 02s 13 |
| 5e   | Ondrej Synek   | 07 min 18s 08 |
| 6e   | Onat Kazakli   | 07 min 30s 37 |

Finale B
| Rang | Rameur                    | Temps         |
| ---- | ------------------------- | ------------- |
| 1er  | Mindaugas Griskonis       | 06 min 54s 39 |
| 2e   | Rajko Hrvat               | 07 min 01s 11 |
| 3e   | Piotr Plominski           | 07 min 03s 63 |
| 4e   | Mohamed Taieb             | 07 min 09s 25 |
| 5e   | Filip-Matej Pfeifer       | 07 min 14s 91 |
| 6e   | Bendegúz Pétervári-Molnár | 07 min 16s 35 |

Finale C
| Rang | Rameur        | Temps         |
| ---- | ------------- | ------------- |
| 1er  | Lukas Reim    | 07 min 07s 02 |
| 2e   | Kristof Acs   | 07 min 07s 34 |
| 3e   | Miha Aljancic | 07 min 16s 33 |
| 4e   | Boris Cesarec | 07 min 20s 18 |
| 5e   | David Šain    | DNS           |

Finale D
| Rang | Rameur         | Temps         |
| ---- | -------------- | ------------- |
| 1er  | Emil Neykov    | 07 min 13s 95 |
| 2e   | Privel Hinkati | 07 min 37s 51 |

### Podium final[2]
|                                   | Oliver Zeidler                     |
|                                   | Médaille d'or, Coupe du Monde      |
| Kjetil Borch                      |                                    |
| Médaille d'argent, Coupe du Monde | Damir Martin                       |
| Médaille d'argent, Coupe du Monde | Médaille de bronze, Coupe du Monde |

## SkiffFemmes

### Premier tour
Série 1
| Rang | Rameuse          | Temps         | Qualification |
| ---- | ---------------- | ------------- | ------------- |
| 1er  | Jovana Arsic     | 07 min 59s 47 | Finale A      |
| 2e   | Lovisa Claesson  | 08 min 04s 93 | Repêchages    |
| 3e   | Iulia Narivoncic | 08 min 20s 78 | Repêchages    |
| 4e   | Bruna Milinovic  | 08 min 25s 99 | Repêchages    |

Série 2
| Rang | Rameuse               | Temps         | Qualification |
| ---- | --------------------- | ------------- | ------------- |
| 1er  | Magdalena Lobnig      | 07 min 53s 80 | Finale A      |
| 2e   | Kristyna Fleissnerova | 08 min 03s 29 | Repêchages    |
| 3e   | Salome Ulrich         | 08 min 13s 03 | Repêchages    |
| 4e   | Nina Kostanjsek       | 08 min 22s 87 | Repêchages    |

### Repêchages
| Rang | Rameuse               | Temps         | Qualification |
| ---- | --------------------- | ------------- | ------------- |
| 1er  | Kristyna Fleissnerova | 08 min 07s 89 | Finale A      |
| 2e   | Lovisa Claesson       | 08 min 11s 46 | Finale A      |
| 3e   | Salome Ulrich         | 08 min 13s 29 | Finale A      |
| 4e   | Nina Kostanjsek       | 08 min 18s 50 | Finale A      |
| 5e   | Bruna Milinovic       | 08 min 28s 54 | Finale B      |
| 6e   | Iulia Narivoncic      | 08 min 33s 63 | Finale B      |

### Finales
Finale A
| Rang | Rameuse               | Temps         |
| ---- | --------------------- | ------------- |
| 1er  | Magdalena Lobnig      | 07 min 39s 04 |
| 2e   | Kristyna Fleissnerova | 07 min 46s 59 |
| 3e   | Jovana Arsic          | 07 min 49s 00 |
| 4e   | Lovisa Claesson       | 07 min 53s 78 |
| 5e   | Salome Ulrich         | 07 min 59s 07 |
| 6e   | Nina Kostanjsek       | 08 min 05s 57 |

Finale B
| Rang | Rameuse          | Temps         |
| ---- | ---------------- | ------------- |
| 1er  | Bruna Milinovic  | 08 min 01s 55 |
| 2e   | Iulia Narivoncic | 08 min 08s 57 |

### Podium final
|                                   | Magdalena Lobnig                   |
|                                   | Médaille d'or, Coupe du Monde      |
| Kristyna Fleissnerova             |                                    |
| Médaille d'argent, Coupe du Monde | Jovana Arsic                       |
| Médaille d'argent, Coupe du Monde | Médaille de bronze, Coupe du Monde |

## Deux de pointe sans barreurHommes

### Premier tour
Série 1
| Rang | Rameurs                                              | Temps         | Qualification |
| ---- | ---------------------------------------------------- | ------------- | ------------- |
| 1er  | France Thibaud Turlan / Guillaume Turlan             | 06 min 40s 35 | Finale A      |
| 2e   | Espagne Jaime Canalejo Pazos / Javier Garcia Ordonez | 06 min 43s 41 | Repêchages    |
| 3e   | Croatie Karlo Borkovic / Ivan Vukovic                | 07 min 05s 95 | Repêchages    |
| 4e   | Hongrie Dominik Patrik Koncsik / Tamas Juhasz        | 07 min 19s 02 | Repêchages    |

Série 2
| Rang | Rameurs                                       | Temps         | Qualification |
| ---- | --------------------------------------------- | ------------- | ------------- |
| 1er  | Croatie Martin Sinkovic / Valent Sinkovic     | 06 min 32s 79 | Finale A      |
| 2e   | Biélorussie Dzmitry Furman / Siarhei Valadzko | 06 min 45s 68 | Repêchages    |
| 3e   | Slovénie Jaka Cas / Nik Krebs                 | 06 min 56s 48 | Repêchages    |
| 4e   | Turquie Selahattin Gursoy / Aydin Sahin       | 06 min 56s 51 | Repêchages    |

### Repêchages
| Rang | Rameurs                                              | Temps         | Qualification |
| ---- | ---------------------------------------------------- | ------------- | ------------- |
| 1er  | Espagne Jaime Canalejo Pazos / Javier Garcia Ordonez | 06 min 53s 65 | Finale A      |
| 2e   | Biélorussie Dzmitry Furman / Siarhei Valadzko        | 06 min 55s 71 | Finale A      |
| 3e   | Slovénie Jaka Cas / Nik Krebs                        | 06 min 57s 29 | Finale A      |
| 4e   | Turquie Selahattin Gursoy / Aydin Sahin              | 06 min 58s 51 | Finale A      |
| 5e   | Hongrie Dominik Patrik Koncsik / Tamas Juhasz        | 07 min 03s 40 | Finale B      |
| 6e   | Croatie Karlo Borkovic / Ivan Vukovic                | 07 min 15s 15 | Finale B      |

### Finales
Finale A
| Rang | Rameurs                                              | Temps         |
| ---- | ---------------------------------------------------- | ------------- |
| 1er  | Croatie Martin Sinkovic / Valent Sinkovic            | 06 min 22s 55 |
| 2e   | France Thibaud Turlan / Guillaume Turlan             | 06 min 28s 39 |
| 3e   | Espagne Jaime Canalejo Pazos / Javier Garcia Ordonez | 06 min 29s 57 |
| 4e   | Biélorussie Dzmitry Furman / Siarhei Valadzko        | 06 min 36s 71 |
| 5e   | Slovénie Jaka Cas / Nik Krebs                        | 06 min 37s 86 |
| 6e   | Turquie Selahattin Gursoy / Aydin Sahin              | 06 min 49s 83 |

Finale B
| Rang | Rameurs                                       | Temps         |
| ---- | --------------------------------------------- | ------------- |
| 1er  | Hongrie Dominik Patrik Koncsik / Tamas Juhasz | 06 min 53s 32 |
| 2e   | Croatie Karlo Borkovic / Ivan Vukovic         | 06 min 56s 08 |

## Deux de pointe sans barreurFemmes

### Phase préliminaire
| Rang | Rameuses                                      | Temps         |
| ---- | --------------------------------------------- | ------------- |
| 1er  | Croatie Ivana Jurkovic / Josipa Jurkovic      | 7 min 25s 30  |
| 2e   | Tchéquie Anna Santruckova / Pavlina Flamikova | 07 min 38s 13 |
| 3e   | France Maya Cornut / Emma Cornelis            | 07 min 40s 83 |

### Finale
| Rang | Rameuses                                      | Temps         |
| ---- | --------------------------------------------- | ------------- |
| 1er  | Croatie Ivana Jurkovic / Josipa Jurkovic      | 07 min 11s 12 |
| 2e   | Tchéquie Anna Santruckova / Pavlina Flamikova | 07 min 16s 43 |
| 3e   | France Maya Cornut / Emma Cornelis            | 07 min 30s 26 |

## Deux de coupleHommes

### Séries
Série 1
| Rang | Rameurs                                      | Temps         | Qualification |
| ---- | -------------------------------------------- | ------------- | ------------- |
| 1er  | Pologne Mirosław Ziętarski / Mateusz Biskup  | 06 min 27s 39 | Demi-finale   |
| 2e   | Allemagne Stephan Krueger / Marc Weber       | 06 min 28s 43 | Demi-finale   |
| 3e   | Allemagne Stephan Riemekasten / Moritz Wolff | 06 min 38s 67 | Demi-finale   |
| 4e   | Estonie Mikhail Kushteyn / Johann Poolak     | 06 min 42s 42 | Repêchages    |
| 5e   | Slovaquie Tomas Anda / Jakub Herhonek        | 07 min 01s 12 | Repêchages    |

Série 2
| Rang | Rameurs                                      | Temps         | Qualification |
| ---- | -------------------------------------------- | ------------- | ------------- |
| 1er  | France Hugo Boucheron / Matthieu Androdias   | 06 min 26s 27 | Demi-finale   |
| 2e   | Suisse Kai Schätzle / Tim Roth               | 06 min 35s 08 | Demi-finale   |
| 3e   | Hongrie Mate Bacskai / Marton Szabo          | 06 min 43s 61 | Demi-finale   |
| 4e   | Finlande Jukka-Pekka Kauppi / Antti Koiranen | 07 min 03s 88 | Repêchages    |
| 5e   | Croatie Fran Suk / Gordan Milovac            | 07 min 14s 66 | Repêchages    |

Série 3
| Rang | Rameurs                                               | Temps         | Qualification |
| ---- | ----------------------------------------------------- | ------------- | ------------- |
| 1er  | Suisse Barnabé Delarze / Roman Röösli                 | 06 min 27s 58 | Demi-finale   |
| 2e   | Tchéquie Jakub Podrazil / Jan Cincibuch               | 06 min 31s 25 | Demi-finale   |
| 3e   | Pays-Bas Willem Albert van Kuijk / Leonard van Lierop | 06 min 36s 03 | Demi-finale   |
| 4e   | Croatie Mihael Girotto / Patrik Papac                 | 06 min 56s 61 | Repêchages    |

### Repêchages
| Rang | Rameurs                                      | Temps         | Qualification |
| ---- | -------------------------------------------- | ------------- | ------------- |
| 1er  | Estonie Mikhail Kushteyn / Johann Poolak     | 06 min 55s 01 | Demi-finale   |
| 2e   | Finlande Jukka-Pekka Kauppi / Antti Koiranen | 06 min 57s 24 | Demi-finale   |
| 3e   | Croatie Mihael Girotto / Patrik Papac        | 06 min 59s 88 | Demi-finale   |
| 4e   | Croatie Fran Suk / Gordan Milovac            | 07 min 06s 91 | Finale C      |
| 5e   | Slovaquie Tomas Anda / Jakub Herhonek        | 07 min 12s 61 | Finale C      |

### Demi-finales
| Rang | Rameurs                                     | Temps         | Qualification |
| ---- | ------------------------------------------- | ------------- | ------------- |
| 1er  | France Hugo Boucheron / Matthieu Androdias  | 06 min 23s 33 | Finale A      |
| 2e   | Pologne Mirosław Ziętarski / Mateusz Biskup | 06 min 25s 46 | Finale A      |
| 3e   | Tchéquie Jakub Podrazil / Jan Cincibuch     | 06 min 29s 74 | Finale A      |
| 4e   | Estonie Mikhail Kushteyn / Johann Poolak    | 06 min 32s 07 | Finale B      |
| 5e   | Hongrie Mate Bacskai / Marton Szabo         | 06 min 44s 24 | Finale B      |
| 6e   | Croatie Mihael Girotto / Patrik Papac       | 06 min 48s 34 | Finale B      |

| Rang | Rameurs                                               | Temps         | Qualification |
| ---- | ----------------------------------------------------- | ------------- | ------------- |
| 1er  | Suisse Barnabé Delarze / Roman Röösli                 | 06 min 17s 17 | Finale A      |
| 2e   | Allemagne Stephan Krueger / Marc Weber                | 06 min 18s 57 | Finale A      |
| 3e   | Pays-Bas Willem Albert van Kuijk / Leonard van Lierop | 06 min 19s 79 | Finale A      |
| 4e   | Allemagne Stephan Riemekasten / Moritz Wolff          | 06 min 23s 80 | Finale B      |
| 5e   | Suisse Kai Schätzle / Tim Roth                        | 06 min 24s 93 | Finale B      |
| 6e   | Finlande Jukka-Pekka Kauppi / Antti Koiranen          | 06 min 51s 42 | Finale B      |

### Finales
Finale A
| Rang | Rameurs                                               | Temps         |
| ---- | ----------------------------------------------------- | ------------- |
| 1er  | France Hugo Boucheron / Matthieu Androdias            | 06 min 12s 79 |
| 2e   | Pologne Mirosław Ziętarski / Mateusz Biskup           | 06 min 15s 39 |
| 3e   | Suisse Barnabé Delarze / Roman Röösli                 | 06 min 17s 81 |
| 4e   | Allemagne Stephan Krueger / Marc Weber                | 06 min 19s 22 |
| 5e   | Tchéquie Jakub Podrazil / Jan Cincibuch               | 06 min 23s 49 |
| 6e   | Pays-Bas Willem Albert van Kuijk / Leonard van Lierop | 06 min 26s 02 |

Finale B
| Rang | Rameurs                                      | Temps         |
| ---- | -------------------------------------------- | ------------- |
| 1er  | Allemagne Stephan Riemekasten / Moritz Wolff | 06 min 21s 04 |
| 2e   | Suisse Kai Schätzle / Tim Roth               | 06 min 21s 23 |
| 3e   | Estonie Mikhail Kushteyn / Johann Poolak     | 06 min 22s 96 |
| 4e   | Hongrie Mate Bacskai / Marton Szabo          | 06 min 26s 31 |
| 5e   | Finlande Jukka-Pekka Kauppi / Antti Koiranen | 06 min 39s 39 |
| 6e   | Croatie Mihael Girotto / Patrik Papac        | 06 min 47s 98 |

Finale C
| Rang | Rameurs                               | Temps         |
| ---- | ------------------------------------- | ------------- |
| 1er  | Croatie Fran Suk / Gordan Milovac     | 06 min 43s 87 |
| 2e   | Slovaquie Tomas Anda / Jakub Herhonek | 06 min 46s 17 |

## Deux de coupleFemmes

### Phase préliminaire
| Rang | Rameuses                                            | Temps         |
| ---- | --------------------------------------------------- | ------------- |
| 1er  | Lituanie Milda Valciukaite / Donata Karaliene       | 07 min 11s 85 |
| 2e   | France Hélène Lefebvre / Élodie Ravera-Scaramozzino | 07 min 13s 11 |
| 3e   | Hongrie Kitti Horvath / Eszter Kremer               | 07 min 39s 77 |

### Finale
| Rang | Rameuses                                            | Temps         |
| ---- | --------------------------------------------------- | ------------- |
| 1er  | Lituanie Milda Valciukaite / Donata Karaliene       | 06 min 50s 46 |
| 2e   | France Hélène Lefebvre / Élodie Ravera-Scaramozzino | 06 min 58s 12 |
| 3e   | Hongrie Kitti Horvath / Eszter Kremer               | 07 min 15s 23 |

## Quatre de coupleHommes

### Séries
Série 1
| Rang | Rameurs                                                                           | Temps         | Qualification |
| ---- | --------------------------------------------------------------------------------- | ------------- | ------------- |
| 1er  | Estonie Juri-Mikk Udam / Allar Raja / Tonu Endrekson / Kaspar Taimsoo             | 05 min 55s 50 | Finale A      |
| 2e   | États-Unis Sorin Koszyk / Eliot Putnam / Justin Keen / Charles Anderson           | 05 min 58s 28 | Repêchages    |
| 3e   | Tchéquie Jan Fleissner / Jan Potucek / Tomas Sisma / Filip Zima                   | 06 min 03s 50 | Repêchages    |
| 4e   | France Romain Harat / Alberic Cormerais / Bastien Quiqueret / Benjamin Haguenauer | 06 min 17s 49 | Repêchages    |

Série 2
| Rang | Rameurs                                                                                  | Temps         | Qualification |
| ---- | ---------------------------------------------------------------------------------------- | ------------- | ------------- |
| 1er  | Pologne Dominik Czaja / Wiktor Chabel / Szymon Posnik / Fabian Baranski                  | 05 min 56s 00 | Finale A      |
| 2e   | Norvège Martin Helseth / Erik Andre Solbakken / Jan Oscar Stabe Helvig / Olaf Karl Tufte | 05 min 59s 36 | Repêchages    |
| 3e   | Allemagne Tim Ole Naske / Karl Schulze / Hans Gruhne / Max Appel                         | 06 min 30s 21 | Repêchages    |

### Repêchages
| Rang | Rameurs                                                                                  | Temps         | Qualification |
| ---- | ---------------------------------------------------------------------------------------- | ------------- | ------------- |
| 1er  | Allemagne Tim Ole Naske / Karl Schulze / Hans Gruhne / Max Appel                         | 06 min 05s 41 | Finale A      |
| 2e   | États-Unis Sorin Koszyk / Eliot Putnam / Justin Keen / Charles Anderson                  | 06 min 09s 39 | Finale A      |
| 3e   | Norvège Martin Helseth / Erik Andre solbakken / Jan Oscar Stabe Helvig / Olaf Karl Tufte | 06 min 10s 40 | Finale A      |
| 4e   | Tchéquie Jan Fleissner / Jan Potucek / Tomas Sisma / Filip Zima                          | 06 min 11s 65 | Finale A      |
| 5e   | France Romain Harat / Alberic Cormerais / Bastien Quiqueret / Benjamin Haguenauer        | 06 min 14s 22 | —             |

### Finale
| Rang | Rameurs                                                                                  | Temps         |
| ---- | ---------------------------------------------------------------------------------------- | ------------- |
| 1er  | Estonie Juri-Mikk Udam / Allar Raja / Tonu Endrekson / Kaspar Taimsoo                    | 05 min 48s 03 |
| 2e   | Pologne Dominik Czaja / Wiktor Chabel / Szymon Posnik / Fabian Baranski                  | 05 min 49s 03 |
| 3e   | Allemagne Tim Ole Naske / Karl Schulze / Hans Gruhne / Max Appel                         | 05 min 49s 65 |
| 4e   | États-Unis Sorin Koszyk / Eliot Putnam / Justin Keen / Charles Anderson                  | 05 min 49s 76 |
| 5e   | Tchéquie Jan Fleissner / Jan Potucek / Tomas Sisma / Filip Zima                          | 05 min 53s 88 |
| 6e   | Norvège Martin Helseth / Erik Andre Solbakken / Jan Oscar Stabe Helvig / Olaf Karl Tufte | 05 min 56s 23 |

## Quatre de coupleFemmes

### Phase préliminaire
| Rang | Rameuses                                                                                | Temps         |
| ---- | --------------------------------------------------------------------------------------- | ------------- |
| 1er  | Allemagne Daniela Schultze / Carlotta Nwajide / Frieda Haemmerling / Franziska Kampmann | 06 min 36s 00 |
| 2e   | France Violaine Aernoudts / Margaux Bailleul / Marie Jacquet / Emma Lunatti             | 06 min 37s 54 |
| 3e   | Suisse Fabienne Schweizer / Eloise von der Schulenburg / Lisa Lötscher / Pascale Walker | 06 min 41s 11 |

### Finale
| Rang | Rameuses                                                                                | Temps         |
| ---- | --------------------------------------------------------------------------------------- | ------------- |
| 1er  | Allemagne Daniela Schultze / Carlotta Nwajide / Frieda Haemmerling / Franziska Kampmann | 06 min 24s 00 |
| 2e   | France Violaine Aernoudts / Margaux Bailleul / Marie Jacquet / Emma Lunatti             | 06 min 25s 20 |
| 3e   | Suisse Fabienne Schweizer / Eloise von der Schulenburg / Lisa Lötscher / Pascale Walker | 06 min 29s 53 |

## Quatre de pointe sans barreurHommes

### Phase préliminaire
| Rang | Rameurs                                                                             | Temps         |
| ---- | ----------------------------------------------------------------------------------- | ------------- |
| 1er  | Pologne Mateusz Wilangowski / Mikolaj Burda / Marcin Brzezinski / Michal Szpakowski | 06 min 13s 76 |
| 2e   | Croatie Marko Ukropina / Anton Loncaric / Patrik Loncaric / Ivan Piton              | 06 min 15s 08 |
| 3e   | France Benoît Demey / Benoit Brunet / Thibaut Verhoeven / Dorian Mortelette         | 06 min 15s 39 |
| 4e   | Suisse Markus Kessler / Paul Jacquot / Scott Bärlocher / Joel Schürch               | 06 min 20s 29 |
| 5e   | Suisse Nils Schneider / Dominic Condrau / Maurin Lange / Patrick Brunner            | 06 min 21s 29 |
| 6e   | Tchéquie Jan Hajek / Stepan Keller / Matej Mach / Vilem Pachman                     | 06 min 21s 41 |

### Finale
| Rang | Rameurs                                                                             | Temps         |
| ---- | ----------------------------------------------------------------------------------- | ------------- |
| 1er  | France Benoît Demey / Benoit Brunet / Thibaut Verhoeven / Dorian Mortelette         | 05 min 59s 88 |
| 2e   | Pologne Mateusz Wilangowski / Mikolaj Burda / Marcin Brzezinski / Michal Szpakowski | 06 min 01s 40 |
| 3e   | Croatie Marko Ukropina / Anton Loncaric / Patrik Loncaric / Ivan Piton              | 06 min 02s 25 |
| 4e   | Suisse Markus Kessler / Paul Jacquot / Scott Bärlocher / Joel Schürch               | 06 min 07s 38 |
| 5e   | Suisse Nils Schneider / Dominic Condrau / Maurin Lange / Patrick Brunner            | 06 min 11s 28 |
| 6e   | Tchéquie Jan Hajek / Stepan Keller / Matej Mach / Vilem Pachman                     | 06 min 14s 11 |

## SkiffPoids léger Hommes

### Séries
Série 1
| Rang | Rameur           | Temps         | Qualification |
| ---- | ---------------- | ------------- | ------------- |
| 1er  | Joachim Agne     | 07 min 21s 49 | Finale        |
| 2e   | Enes Yenipazarli | 07 min 21s 57 | Repêchages    |
| 3e   | Roland Szigeti   | 07 min 29s 37 | Repêchages    |
| 4e   | Jaka Malesic     | 07 min 36s 73 | Repêchages    |

Série 2
| Rang | Rameur         | Temps         | Qualification |
| ---- | -------------- | ------------- | ------------- |
| 1er  | Péter Galambos | 07 min 21s 34 | Finale        |
| 2e   | Peter Zelinka  | 07 min 30s 91 | Repêchages    |
| 3e   | Lazar Penev    | 07 min 36s 85 | Repêchages    |

### Repêchages
| Rang | Rameur           | Temps         | Qualification |
| ---- | ---------------- | ------------- | ------------- |
| 1er  | Peter Zelinka    | 07 min 26s 23 | Finale        |
| 2e   | Lazar Penev      | 07 min 27s 92 | Finale        |
| 3e   | Enes Yenipazarli | 07 min 28s 55 | Finale        |
| 5e   | Roland Szigeti   | 07 min 32s 86 | Finale        |
| 5e   | Jaka Malesic     | 07 min 34s 91 | —             |

### Finale
| Rang | Rameur           | Temps         |
| ---- | ---------------- | ------------- |
| 1er  | Péter Galambos   | 06 min 56s 83 |
| 2e   | Joachim Agne     | 06 min 58s 74 |
| 3e   | Peter Zelinka    | 06 min 59s 88 |
| 4e   | Lazar Penev      | 07 min 06s 62 |
| 5e   | Enes Yenipazarli | 07 min 12s 38 |
| 6e   | Roland Szigeti   | 07 min 16s 09 |

## SkiffPoids léger Femmes

### Séries
Série 1
| Rang | Rameuse             | Temps         | Qualification |
| ---- | ------------------- | ------------- | ------------- |
| 1er  | Eline Rol           | 07 min 56s 89 | Finale        |
| 2e   | Katrin Thoma        | 08 min 01s 85 | Repêchages    |
| 3e   | Tosca Kettler       | 08 min 03s 71 | Repêchages    |
| 4e   | Ecaterina Fedorenco | 08 min 52s 27 | Repêchages    |

Série 2
| Rang | Rameuse           | Temps         | Qualification |
| ---- | ----------------- | ------------- | ------------- |
| 1er  | Sofia Meakin      | 07 min 54s 01 | Finale        |
| 2e   | Lara Tiefenthaler | 08 min 08s 87 | Repêchages    |
| 3e   | Luise Asmussen    | 08 min 26s 57 | Repêchages    |

### Repêchages
| Rang | Rameuse             | Temps         | Qualification |
| ---- | ------------------- | ------------- | ------------- |
| 1er  | Katrin Thoma        | 08 min 11s 31 | Finale        |
| 2e   | Tosca Kettler       | 08 min 12s 14 | Finale        |
| 3e   | Lara Tiefenthaler   | 08 min 15s 40 | Finale        |
| 4e   | Luise Asmussen      | 08 min 33s 36 | Finale        |
| 5e   | Ecaterina Fedorenco | 08 min 59s 73 | —             |

### Finale
| Rang | Rameuse           | Temps         |
| ---- | ----------------- | ------------- |
| 1er  | Sofia Meakin      | 07 min 41s 65 |
| 2e   | Katrin Thoma      | 07 min 45s 37 |
| 3e   | Lara Tiefenthaler | 07 min 46s 30 |
| 4e   | Tosca Kettler     | 07 min 48s 45 |
| 5e   | Luise Asmussen    | 07 min 55s 34 |
| 6e   | Eline Rol         | DNS           |

## Deux de couplePoids Léger Hommes

### Séries
Série 1
| Rang | Rameurs                                       | Temps         | Qualification |
| ---- | --------------------------------------------- | ------------- | ------------- |
| 1er  | Allemagne Jonathan Rommelmann / Jason Osborne | 06 min 34s 84 | Finale A      |
| 2e   | France Hugo Beurey / Victor Marcelot          | 06 min 43s 47 | Repêchages    |
| 3e   | Turquie Bayram Sönmez / Sefik Cakmak          | 06 min 49s 26 | Repêchages    |
| 4e   | Turquie Denizhan Aydin / Mert Kaan Kartal     | 06 min 54s 77 | Repêchages    |

Série 2
| Rang | Rameurs                                 | Temps         | Qualification |
| ---- | --------------------------------------- | ------------- | ------------- |
| 1er  | Suisse Jan Schäuble / Andri Struzina    | 06 min 36s 44 | Finale A      |
| 2e   | France Pierre Houin / Ferdinand Ludwig  | 06 min 38s 43 | Repêchages    |
| 3e   | Autriche Paul Sieber / Julian Schoeberl | 06 min 39s 34 | Repêchages    |
| 4e   | Suisse Gian Struzina / Raphaël Ahumada  | 06 min 44s 11 | Repêchages    |

### Repêchages
| Rang | Rameurs                                   | Temps         | Qualification |
| ---- | ----------------------------------------- | ------------- | ------------- |
| 1er  | France Hugo Beurey / Victor Marcelot      | 06 min 40s 20 | Finale A      |
| 2e   | Autriche Paul Sieber / Julian Schoeberl   | 06 min 41s 48 | Finale A      |
| 3e   | France Pierre Houin / Ferdinand Ludwig    | 06 min 42s 07 | Finale A      |
| 4e   | Suisse Gian Struzina / Raphaël Ahumada    | 06 min 44s 12 | Finale A      |
| 5e   | Turquie Bayram Sönmez / Sefik Cakmak      | 06 min 51s 84 | Finale B      |
| 6e   | Turquie Denizhan Aydin / Mert Kaan Kartal | 07 min 09s 05 | Finale B      |

### Finales
Finale A
| Rang | Rameurs                                       | Temps         |
| ---- | --------------------------------------------- | ------------- |
| 1er  | Allemagne Jonathan Rommelmann / Jason Osborne | 06 min 22s 61 |
| 2e   | Suisse Jan Schäuble / Andri Struzina          | 06 min 26s 17 |
| 3e   | Autriche Paul Sieber / Julian Schoeberl       | 06 min 27s 23 |
| 4e   | Suisse Gian Struzina / Raphaël Ahumada        | 06 min 27s 49 |
| 5e   | France Hugo Beurey / Victor Marcelot          | 06 min 30s 50 |
| 6e   | France Pierre Houin / Ferdinand Ludwig        | 06 min 32s 35 |

Finale B
| Rang | Rameurs                                   | Temps         |
| ---- | ----------------------------------------- | ------------- |
| 1er  | Turquie Bayram Sönmez / Sefik Cakmak      | 06 min 31s 97 |
| 2e   | Turquie Denizhan Aydin / Mert Kaan Kartal | 06 min 46s 64 |

## Deux de couplePoids Léger Femmes

### Phase préliminaire
| Rang | Rameuses                                        | Temps         |
| ---- | ----------------------------------------------- | ------------- |
| 1er  | France Laura Tarantola / Claire Bové            | 07 min 12s 33 |
| 2e   | Biélorussie Tatsiana Hancharova / Alena Furman  | 07 min 29s 80 |
| 3e   | Tchéquie Kristyna Neuhortova / Veronika Cinkova | 07 min 35s 16 |
| 4e   | Turquie Merve Uslu / Elis Ozbay                 | 07 min 38s 05 |

### Finale
| Rang | Rameuses                                        | Temps         |
| ---- | ----------------------------------------------- | ------------- |
| 1er  | France Laura Tarantola / Claire Bové            | 07 min 01s 80 |
| 2e   | Biélorussie Tatsiana Hancharova / Alena Furman  | 07 min 16s 63 |
| 3e   | Turquie Merve Uslu / Elis Ozbay                 | 07 min 23s 89 |
| 4e   | Tchéquie Kristyna Neuhortova / Veronika Cinkova | 07 min 27s 61 |